# Veljko Stojnić
Veljko Stojnić (* 4. února 1999) je srbský profesionální silniční cyklista jezdící za amatérský tým Lotus Team.

## Hlavní výsledky
2016
Národní šampionát
 vítěz časovky juniorů
2. místo silniční závod juniorů
2017
Národní šampionát
 vítěz silničního závodu juniorů
 vítěz časovky juniorů
Belgrade Trophy Milan Panić
2. místo celkově
Mistrovství Evropy
8. místo časovka juniorů
Course de la Paix Juniors
9. místo celkově
2018
Národní šampionát
 vítěz časovky
Středomořské hry
6. místo časovka
2019
Národní šampionát
2. místo časovka
2. místo silniční závod
2020
Národní šampionát
 vítěz časovky
UAE Tour
 vítěz sprinterské soutěže
In the footsteps of the Romans
2. místo celkově
 vítěz soutěže mladých jezdců
2021
Sazka Tour
 vítěz vrchařské soutěže
Národní šampionát
3. místo silniční závod
2022
Vuelta a Venezuela
vítěz 6. etapy
Tour de la Guadeloupe
vítěz 4. etapy
Národní šampionát
3. místo časovka
4. místo silniční závod
2023
Národní šampionát
3. místo časovka
3. místo silniční závod
6. místo GP Vorarlberg
Giro d'Italia
 cena bojovnosti po 3. etapě

### Výsledky na Grand Tours
| Grand Tour      | 2023 |
| --------------- | ---- |
| Giro d'Italia   | 101  |
| Tour de France  | —    |
| Vuelta a España | —    |

| —   | Nezúčastnil se |
| DNF | Nedokončil     |